# Noroeste do Colorado
O Noroeste do Colorado é uma região do estado do Colorado, EUA. Possui fronteiras com o Colorado do Oeste, Norte do Colorado, a porção norte do Colorado Central, Sudoeste do Colorado, Utah e o noroeste do estado de Wyoming. A região é uma das menos populosas do estado. 

## Condados
- Eagle
- Garfield
- Grand
- Moffat
- Rio Blanco
- Routt

## Cidades
- Craig
- Eagle
- Edwards
- Glenwood Springs
- Meeker
- Steamboat Springs
- Vail